# Leiopodus trochantericus
Leiopodus trochantericus är en biart som beskrevs av Adolpho Ducke 1907. Leiopodus trochantericus ingår i släktet Leiopodus och familjen långtungebin. Inga underarter finns listade i Catalogue of Life.